# هورسفلدية صفراء
هورسفلدية صفراء (الاسم العلمي:Horsfieldia xanthina) هي نوع هجين غير مؤكد من النباتات تتبع جنس الهورسفلدية من الفصيلة البسباسية.